# (33320) 1998 OP12
1998 OP12 (asteroide 33320) é um asteroide da cintura principal. Possui uma excentricidade de 0.32025330 e uma inclinação de 1.31470º.
Este asteroide foi descoberto no dia 26 de julho de 1998 por Eric Walter Elst em La Silla.